# God’s Problem Child
| Совокупная оценка         | Совокупная оценка |
| Источник                  | Оценка |
| ------------------------- | --- |
| Metacritic                | 83/100 |
| Оценки критиков           | |
| Источник                  | Оценка |
| AllMusic                  | 4 из 5 звёзд · 4 из 5 звёзд · 4 из 5 звёзд · 4 из 5 звёзд · 4 из 5 звёзд                                                                                      |
| Rolling Stone             | 4 из 5 звёзд · 4 из 5 звёзд · 4 из 5 звёзд · 4 из 5 звёзд · 4 из 5 звёзд                                                                                      |
| Uncut                     | 8/10 |
| PopMatters                | 8 из 10 звёзд · 8 из 10 звёзд · 8 из 10 звёзд · 8 из 10 звёзд · 8 из 10 звёзд · 8 из 10 звёзд · 8 из 10 звёзд · 8 из 10 звёзд · 8 из 10 звёзд · 8 из 10 звёзд |
| Record Collector          | 4 из 5 звёзд · 4 из 5 звёзд · 4 из 5 звёзд · 4 из 5 звёзд · 4 из 5 звёзд                                                                                      |
| Paste                     | 8.5/10 |
| Pichfork                  | 7.6/10 |
| Austin American-Statesman | Favorable |

God’s Problem Child — студийный альбом легендарного американского кантри-музыканта Вилли Нельсона (в момент выхода ему было 83 года), изданный 28 апреля 2017 года на студии Legacy Recordings. Альбом достиг № 10 в общеамериканском чарте Billboard 200 и возглавил кантри хит-парад Top Country Albums (в 17-й раз для Вилли) и став рекордным 50-м альбомом в лучшей кантри-десятке top 10. К маю 2017 года тираж составил 51,800 копий в США.

## История
Альбом получил положительные отзывы музыкальной критики и интернет-изданий: Metacritic, Allmusic, Rolling Stone, Uncut, Popmatters, Record Collector, Paste, Pichfork, The Austin American-Statesman, Sounds Like Nashville.
Альбом стал пятым для Вилли Нельсона в лучшей десятке чарта Billboard 200.
Вилли Нельсон впервые вошёл в Top-10 (Billboard 200) в 1982 году с альбомом Always on My Mind (№ 2), а затем также с To All the Girls (№ 9, 2013), Band of Brothers (№ 5, 2014) и Django & Jimmie (№ 7, 2015).

## Список композиций
| №   | Название                            | Автор(ы)                          | Длительность |
| --- | ----------------------------------- | --------------------------------- | ------------ |
| 1.  | «Little House on the Hill»          | Lyndel Rhodes                     | 3:02         |
| 2.  | «Old Timer»                         | Donnie Fritz, Lenny LeBlanc       | 3:34         |
| 3.  | «True Love»                         | Willie Nelson, Buddy Cannon       | 3:01         |
| 4.  | «Delete and Fast Forward»           | Nelson, Cannon                    | 3:25         |
| 5.  | «A Woman's Love»                    | Mike Reid, Sam Hunter             | 3:23         |
| 6.  | «Your Memory Has a Mind of Its Own» | Nelson, Cannon                    | 3:29         |
| 7.  | «Butterfly»                         | Sonny Throckmorton, Mark Sherrill | 3:51         |
| 8.  | «Still Not Dead»                    | Nelson, Cannon                    | 2:33         |
| 9.  | «God's Problem Child»               | Jamey Johnson, Tony Joe White     | 4:57         |
| 10. | «It Gets Easier»                    | Nelson, Cannon                    | 3:07         |
| 11. | «Lady Luck»                         | Nelson, Cannon                    | 3:31         |
| 12. | «I Made a Mistake»                  | Nelson, Cannon                    | 3:17         |
| 13. | «He Won't Ever Be Gone»             | Gary Nicholson                    | 3:15         |

## Чарты
| Чарт (2017)                              | Высшая позиция |
| ---------------------------------------- | -------------- |
| Австралия Australian Albums (ARIA)       | 38             |
| Бельгия/Фландрия (Ultratop)              | 120            |
| Канада (Canadian Albums Chart)           | 30             |
| Нидерланды (Album Top 100)               | 67             |
| Германия (Offizielle Top 100)            | 76             |
| Ирландия (IRMA)                          | 43             |
| Новая Зеландия Heatseekers Albums (RMNZ) | 5              |
| Норвегия (VG-lista)                      | 39             |
| Шотландия (Scottish Albums Chart)        | 18             |
| Великобритания (UK Albums Chart)         | 64             |
| США (Billboard 200)                      | 10             |
| США (Top Country Albums, Billboard)      | 1              |